# Michel Klein (mode)
Pour les articles homonymes, voir Michel Klein et Klein.
Michel Klein est un créateur de mode français né en 1958.

## Historique
Il est né en 1958, fils d'un couple de psychiatres qui en Mai 68 revend les meubles Boulle «pour mettre des matelas partout». Il commence une formation à l'École alsacienne mais en est exclu.
Ses premières expériences dans une maison de couture sont, encore adolescent,à 15 ans,  aux côtés d'Yves Saint Laurent, auquel il présente des dessins d'imprimés, puis pour Maud Frizon et Dorothée Bis,.
Il crée une collection en son nom en 1975. En 1977, il travaille avec le metteur en scène Bob Wilson et crée pour lui des costumes de scène. Et en 1981, il lance la marque « Michel Klein », ainsi que des parfums quelques années plus tard.
En 1989, Michel Klein signe un accord avec la société japonaise Itokin, suivie par l’ouverture de boutiques dans ce pays. Il crée dans ce cadre des lignes de prêt-à-porter et accessoires femmes, hommes, enfants, sous différentes marques. En 1993, il devient directeur artistique de la  maison Guy Laroche, en charge des collections haute couture et prêt-à-porter de luxe, Il continue également à créer sous son nom, la marques Michel KLEIN et lance en 2017 la ligne Mimi Liberté.